# 波尔奈宁教堂

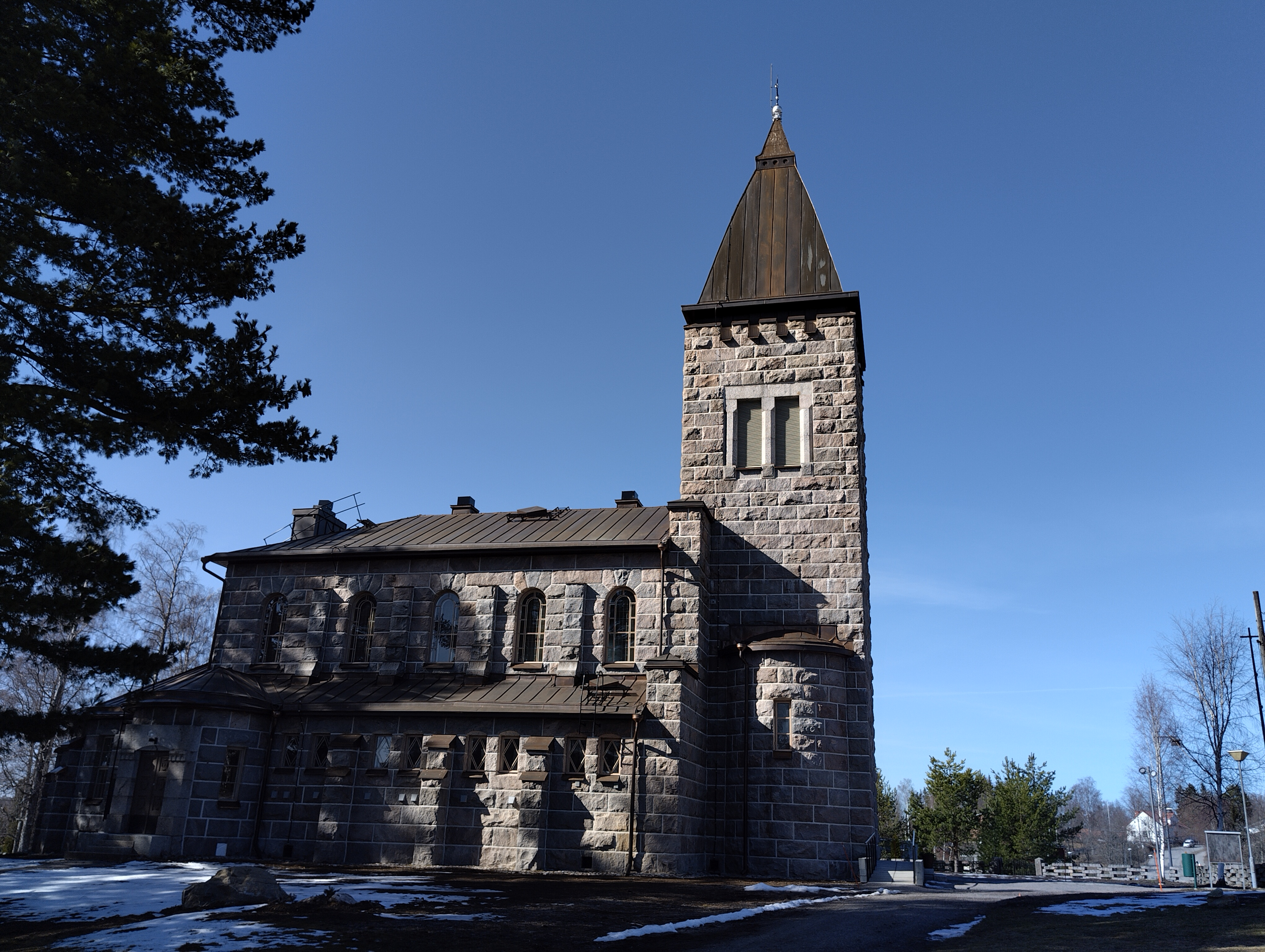
波尔奈宁教堂

波尔奈宁教堂（芬蘭語：Pornaisten kirkko）是位于芬兰新地区波爾奈寧市镇内的教堂，完工于1924年，由建筑师伊尔马里·劳尼斯设计。该教堂由本地的花崗岩建成，为三中殿式。1834年完工的独立的钟楼在1993年烧毁，只剩下石头地基。
教堂于1924年10月5日正式使用。教堂内的12音阶的管风琴是由康阿斯阿拉管风琴制造厂制造的机械式管风琴。